# Milion w minutę
Milion w minutę – polski teleturniej oparty na amerykańskim formacie Minute to Win It emitowany w latach 2011–2012 na antenie telewizji TVN. Jego prowadzącym był Marcin Prokop. Uczestnicy programu wykonują zadania zręcznościowe, na których ukończenie mają jedną minutę; nagrodą główną jest milion złotych.

## Zasady gry
Zadaniem gracza jest wykonanie dziesięciu zadań zręcznościowych. Powodzenie w grze zależy głównie od celności, dokładności, skupienia i koordynacji ruchowej uczestnika, a także szczęścia. Możliwość wykonania danego zadania ograniczona jest limitem czasowym, który wynosi 60 sekund. Jeśli uczestnik nie ukończy zadania w ciągu minuty, traci jedno „życie”; utrata trzech „żyć” skutkuje zakończeniem gry. Za poprawne wykonanie kolejnych zadań uczestnik zdobywa coraz większe nagrody pieniężne (przedstawione w tabeli poniżej). Nagrodą główną w teleturnieju jest milion złotych.
| Poziom | Nagroda      |
| ------ | ------------ |
| 1      | 1000 zł      |
| 2      | 2500 zł      |
| 3      | 5000 zł      |
| 4      | 10 000 zł    |
| 5      | 50 000 zł    |
| 6      | 75 000 zł    |
| 7      | 125 000 zł   |
| 8      | 250 000 zł   |
| 9      | 500 000 zł   |
| 10     | 1 000 000 zł |

Przed przystąpieniem do kolejnego zadania uczestnik podejmuje decyzję, czy gra dalej, czy kończy grę z ostatnią zdobytą nagrodą, przy czym informację o tym, jakie zadanie przewidziano na kolejny etap uczestnik otrzymuje dopiero po deklaracji o chęci kontynuowania gry. Po wykonaniu zadań nr 1, 5 i 8 uczestnik ma gwarancję zakończenia gry z kwotą niemniejszą niż właśnie zdobyta. Jeśli uczestnik traci trzecie życie, wygrywa ostatnią zdobytą kwotę gwarantowaną.
Modyfikacje klasycznych reguł
W niektórych odcinkach do rywalizacji staje dwóch graczy. Część zadań wykonują wspólnie, do części zadań wybierają jednego reprezentanta.
Niektóre rozgrywki rozpoczynają się pojedynkiem – ten z dwóch uczestników, który wykona pierwsze zadanie szybciej od rywala, awansuje do dalszej gry (z zaliczonym pierwszym etapem); przegrany kończy grę bez pieniędzy.

## Rekordowe wygrane
Nikt w polskiej wersji teleturnieju nie wygrał głównej wygranej, ani nawet nie doszedł do dziesiątego poziomu gry. Dwukrotnie zaś zdobyto 250 000 zł – po raz pierwszy dokonała tego Katarzyna Kubica-Tasarz, wykonawszy zadanie Na widelcu (nie wykonała zadania Syzyfowa praca za 500 000 zł); drugą taką wygraną zdobył Marcin Sarnowski, który wykonał zadanie Syzyfowa praca (jego zadaniem za 500 000 zł była Dubeltówka).

## Spis serii
| Seria | Seria | Odcinki    | Sezon       | Pierwszy odcinek | Ostatni odcinek   | Pora emisji        | Średnia oglądalność                    |
| ----- | ----- | ---------- | ----------- | ---------------- | ----------------- | ------------------ | -------------------------------------- |
|       | 1.    | 1–13 (13)  | jesień 2011 | 5 września 2011  | 28 listopada 2011 | poniedziałek 21.30 | 2,4 mln                                |
|       | 2.    | 14–24 (11) | wiosna 2012 | 19 lutego 2012   | 6 maja 2012       | niedziela 18.00    | 1,77 mln (tylko trzy pierwsze odcinki) |

W czerwcu 2012 roku telewizja TVN zdecydowała o zaprzestaniu dalszej produkcji teleturnieju.